# Rakousko-uherské delegace
Rakousko-uherské delegace byl zákonodárný sbor rozhodující o společných otázkách Rakouska-Uherska, paritně tvořený zástupci předlitavské Říšské rady a zalitavského Uherského sněmu. Byl ustaven roku 1867 v rámci rakousko-uherského vyrovnání. 

## Pravomoci a struktura rakousko-uherských delegací
Rakousko-uherské vyrovnání z roku 1867 přetvořilo dosud fomálně jednotné Rakouské císařství na volný svazek dvou států: Předlitavska a Zalitavska (v obou případech šlo o neoficiální názvy), které spojovala osoba panovníka, v exekutivní oblasti společná ministerstva Rakouska-Uherska a v oblasti legislativní právě rakousko-uherské delegace. Tzv. prosincová ústava v Předlitavsku z roku 1867 obsahovala jejich vymezení v zvláštním zákonu o delegacích, pojednávajícím o společných záležitostech říše. Šlo o zákon č. 146/1867 ř. z. z 21. prosince 1867 a v analogické podobě byl začleněn i do uherského zákoníku.
Sbor byl složen paritně z delegátů volených z řad poslanců Říšské rady a Uherského sněmu. Delegace měly celkem 120 členů: 60 členů volila Říšská rada (z toho 40 vybírala Poslanecká sněmovna Říšské rady a 20 Panská sněmovna) a 60 členů volil Uherský sněm (z toho 40 vybírala dolní komora Uherského sněmu a 20 Sněmovna mangnátů). V delegacích měly být přiměřeně zastoupeny jednotlivé korunní země (mezi členy volenými Poslaneckou sněmovnou Říšské rady připadalo na Čechy 10 křesel, na Moravu 4 a na Slezsko 1). V Zalitavsku bylo ustanoveno, že dolní komora Uherského sněmu volí 4 a Sněmovna magnátů 1 zástupce do delegací za Království chorvatsko-slavonské.
| Země  | Čechy | Halič | Morava | Dol. Rak. | Hor. Rak. | Štýrsko | Tyrolsko | Bukovina | Dalmácie | Gorice a Gr. | Istrie | Korutany | Kraňsko | Salcbur. | Slezsko | Terst | Vorarlb. | celkem |
| Členů | 10    | 7     | 4      | 3         | 2         | 2       | 2        | 1        | 1        | 1            | 1      | 1        | 1       | 1        | 1       | 1     | 1        | 40     |

Členové delegací představovali samostatný legislativní sbor, protože nebyli formálně vázáni instrukcemi. Fakticky ovšem existovalo jejich silné propojení a kontrola oběma parlamenty. Mandát v delegacích totiž automaticky zanikal ztrátou mandátu v Říšské radě nebo Uherském sněmu. Povolení k soudnímu stíhání člena delegací uděloval rovněž jeden z dvou parlamentů. Hlavním předmětem rozhodování delegací byly otázky společného rozpočtu Rakouska-Uherska.
Delegace byly svolávány každý rok císařem. O místě zasedání rozhodoval panovník, ale zpravidla byl dodržován princip, že střídavě to bylo ve Vídni a Budapešti. Rakousko-uherské delegace nezasedaly pohromadě, ale předlitavská i zalitavská zvlášť. Každá delegace si volila svého předsedu a jeho náměstka, zapisovatele a další funkcionáře. Usnesení se přijímala většinou hlasů při přítomnosti minimálně poloviny všech členů. Legislativa byla přijata poté, co ji takto schválily obě delegace a následně potvrdil císař. Pouze v případě, že by třikrát po sobě obě delegace nenalezly společné stanovisko a souhlas, měla se konat společná schůze všech jejich členů z předlitavské i zalitavské skupiny, na které se mělo hlasovat o sporné předloze. Při těchto společných schůzích se v jejich vedení střídali předsedové obou delegací. Podmínkou pro odsouhlasení návrhu na společné schůzi byla přítomnost dvou třetin členů každé ze dvou delegací a v obou delegacích měl být stejný počet hlasujících (pokud bylo v jedné z nich přítomno více členů, měli se losem vyloučit pro dosažení parity).